# 根岸站 (福島縣)
根岸站（日语：／ Negishi eki */?）是位於福島縣大沼郡會津美里町米田字南地中甲1022番3號，東日本旅客鐵道（JR東日本）的只見線車站。
為了區別根岸線根岸站，此站出發的車票會印上「（只）根岸」。

## 歷史
- 1934年（昭和9年）11月1日：此旅客車站啟用。
- 1987年（昭和62年）4月1日：伴隨國鐵分割民營化，車站由東日本旅客鐵道（JR東日本）營運。

## 車站構造
此站是地面車站，設有1面1線的單式月台。此站沒有車站大樓，在月台設有候車室。此站是由會津坂下站管理的無人車站。

## 使用狀況
在2004年度的1日平起乘車人次為25人。
| 乘車人員變化 | 乘車人員變化 |
| 年度         | 1日平均人次  |
| ------------ | ------------ |
| 2000         | 30           |
| 2001         | 27           |
| 2002         | 22           |
| 2003         | 22           |
| 2004         | 25           |

## 車站周邊
車站周邊都是稻田。村落四散至各處。
- 弘安寺（日语：弘安寺）（中田萬音）（西方步行5分鐘）
- 千歳櫻（縣指定自然紀念物）：一棵樹齡700年的彼岸櫻。當時根岸中田村的村主富塚盛勝的妻子千歲死後為了悼念而種植該樹（西南方步行10分鐘）
- 新鶴溫泉（日语：新鶴温泉）（西方步行20分鐘）
- 親睦之森運動公園
- 福島縣道22號會津坂下會津高田線（日语：福島県道22号会津坂下会津高田線）
- 福島縣道59號會津若松三島線（日语：福島県道59号会津若松三島線）

## 相鄰車站
東日本旅客鐵道（JR東日本）
■只見線
會津高田－根岸－新鶴

## 注腳
1. ↑  第120回福島県統計年鑑 （页面存档备份，存于）（日語）

## 外部連結
- 車站資訊（根岸）：東日本旅客鐵道（日語）